# Wimmeralm
Die Wimmeralm (früher: Rothmaieralm) ist eine Alm in Grassau.

## Bauten
Der Wimmer-Kaser wurde 1810 aus Bruchsteinen aus Kalkstein erbaut. Der Eingang liegt an der südöstlichen Giebelseite. Davor ein kleines Bohlenpodest über Kalksteinbruch und ein Grashof. Auf der neuen Firstpfette ist zudem das Jahr 1982 angegeben.

## Geschichte
Bis 1810 gehörte die Alm zum Rottmaier-Wirtsgut in Grassau (das heutige Sperreranweisen) und hieß Rothmaieralm. 
Die Biberalm ist eine aufgelassene Alm am Großstaffn, deren Lage nicht genau bekannt ist. Auf einer alten Karte von 1902 ist die Biberalm eingetragen, die Lage entspricht in etwa der damaligen Rothmaier- und heutigen Wimmeralm.

## Heutige Nutzung
Die Wimmeralm ist bestoßen.

## Lage
Die Wimmeralm liegt im Almgebiet der Grassauer Almen nördlich unterhalb des Großstaffn auf einer Höhe von 1013 m ü. NN. Die Wimmeralm grenzt an die Hufnagelalm, die Hefteralm und die Moieralm.